# Eilema aegrota
Eilema aegrota är en fjärilsart som beskrevs av Butler 1877. Eilema aegrota ingår i släktet Eilema och familjen björnspinnare. Inga underarter finns listade i Catalogue of Life.